# Beryeh Khānī
Beryeh Khānī (persiska: بریه خانی, Būryā Khānī, Beryah Khānī) är en ort i Iran.   Den ligger i provinsen Kermanshah, i den västra delen av landet, 500 km väster om huvudstaden Teheran. Beryeh Khānī ligger 1 559 meter över havet och antalet invånare är 211.
Terrängen runt Beryeh Khānī är lite kuperad.Runt Beryeh Khānī är det ganska tätbefolkat, med 60 invånare per kvadratkilometer. Närmaste större samhälle är Gahvāreh, 6,4 km norr om Beryeh Khānī. Omgivningarna runt Beryeh Khānī är i huvudsak ett öppet busklandskap.